# Việt Hải
Việt Hải là một xã của huyện đảo Cát Hải, thành phố Hải Phòng, Việt Nam.

## Địa lý
Xã Việt Hải nằm ở phần phía đông của đảo Cát Bà, hòn đảo lớn thứ ba Việt Nam, có vị trí địa lý:
- Phía tây giáp xã Gia Luận và xã Trân Châu
- Phía nam giáp thị trấn Cát Bà.

Xã Việt Hải có diện tích 68,17 km², dân số năm 2022 là 290 người, mật độ dân số đạt 4 người/km².
Nhiều hòn đảo thuộc vịnh Hạ Long ở phía đông và bắc của xã Việt Hải vẫn chưa được phân định về quyền quản lý lãnh thổ giữa tỉnh Quảng Ninh và thành phố Hải Phòng, trong đó có một số đảo như đảo Bồ Hòn, đảo Hang Tria, đảo Đầu Bê, hòn Lờm Bò, hòn Miếng Gương,.... Một số vịnh biển ăn sâu vào đất liền xã Việt Hải như vịnh Lan Hạ, lạch Tùng Gầu, vụng Áng Le, lạch Đầu Xuôi, lạch Trầu, vụng Cửa Cái,...

## Hành chính
Xã Việt Hải được chia thành 2 xóm: 1, 2.